# Partuur
Een partuur is de benaming bij het kaatsen voor een ploeg van drie personen.

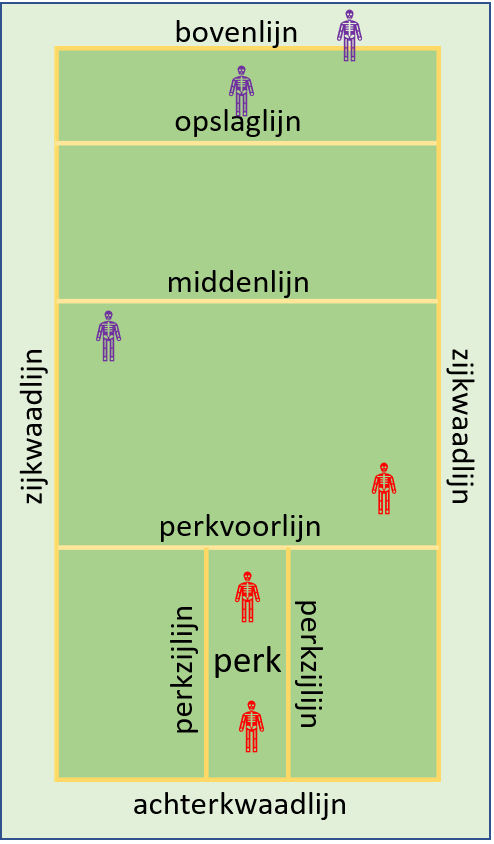
Beginopstelling parturen

## Functies binnen een partuur (Fries spel)
Binnen een kaatspartuur zijn vier functies te verdelen. De 1e (voor best) en 2e (voor minst) opslag en de posities voor en achter in het perk. Dit betekent dat minimaal 1 speler in het partuur een dubbelfunctie vervult. Wanneer de vier functies door twee spelers vervuld worden, dan wordt de 3e speler zonder functie "balkeerder" genoemd.
Tijdens een wedstrijd mogen spelers onderling naar believen van functie wisselen, met die restrictie dat een speler in één en hetzelfde eerst (game) niet als 1e én als 2e opslager mag optreden.
Van het partuur mogen de opslagers tijdens het vervullen van hun functie geen kaatshandschoen dragen.

## Het samenstellen van de parturen
Een partuur kan op verschillende manieren worden samengesteld:
Door elkaar lotenKaatsers geven zich individueel op voor een kaatspartij en vervolgens beslist het lot over de samenstelling van de parturen. Een bijzondere vorm van deze wijze van samenstellen van parturen zijn de zogenaamde uitnodigingswedstrijden waarbij een aantal gekwalificeerde kaatsers voor een partij worden uitgenodigd en waarbij vervolgens via loting de parturen worden samengesteld. Bij seniorenwedstrijden van dit type wordt een evenredig aantal opslagers, achterinsen en voorinsen uitgenodigd.
Vrije formatieKaatsers geven zich partuurgewijs op voor de wedstrijd.
AfdelingsparturenEen kaatsvereniging welke is aangesloten bij de K.N.K.B. (in het kaatsjargon een afdeling genoemd) kan één of meer parturen uit de eigen leden afvaardigen naar speciaal georganiseerde afdelingswedstrijden in de diverse categorieën.